# Swetlana Oday
Swetlana Oday (ukr. Светлана Одай) – ukraińska zapaśniczka walcząca w stylu wolnym
Srebrna medalistka mistrzostw Europy w 1993 roku.